# Mydaus javanensis
El tejón mofeta malayo o teledu (Mydaus javanensis) es una especie de mamífero carnívoro de la familia Mephitidae. Es propio de Indonesia y Malasia, encontrándose en las islas de Borneo, Java, Sumatra y Natuna y siendo su presencia en Brunéi dudosa.

## Subespecies
Se reconocen las siguientes subespecies:
- Mydaus javanensis javanensis
- Mydaus javanensis lucifer
- Mydaus javanensis ollula